# Death Sentence (film 1974)
Death Sentence è un film televisivo statunitense del 1974 diretto da E.W. Swackhamer e basato sul romanzo After the Trial di Eric Roman.